# Avenue du Docteur-Brouardel
L'avenue du Docteur-Brouardel est une voie du 7e arrondissement de Paris, en France.

## Situation et accès
L'avenue du Docteur-Brouardel est une voie publique située dans le 7e arrondissement de Paris. Elle débute allée Thomy-Thierry et se termine au 35, avenue de Suffren.

## Origine du nom

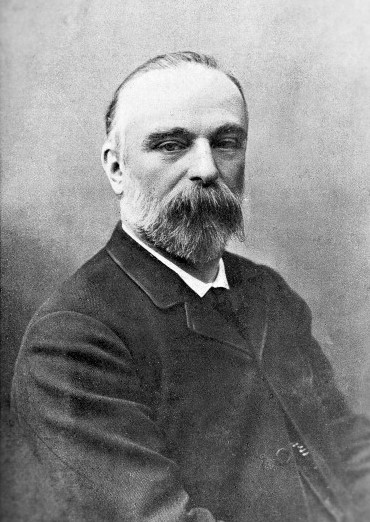
Paul Brouardel.

Elle porte le nom de Paul Brouardel (1837-1906), doyen de la faculté de médecine de Paris.

## Historique
La voie est créée et prend son nom actuel en 1907 lors du réaménagement du Champ-de-Mars.